# Prionomma
Prionomma is een kevergeslacht uit de familie van de boktorren (Cerambycidae). De wetenschappelijke naam van het geslacht werd voor het eerst geldig gepubliceerd in 1853 door White. De soorten van het geslacht komen voor in Zuid-Azië en Zuidoost-Azië.

## Soorten
Prionomma omvat de volgende soorten:
- Prionomma atratum (Gmelin, 1790); komt voor in India en Sri Lanka
- Prionomma bigibbosum (White, 1853); komt voor in India, Bangladesh, Myanmar, Thailand, Laos en China
- Prionomma javanum (Lansberge, 1884); komt voor in Indonesië